# リヴァ (バンド)
リヴァ（クロアチア語:Riva）は、1980年代後期のユーゴスラビア連邦・クロアチアのポップ・バンド。
リヴァは1988年のザグレブフェスト（Zagrebfest）でデビューを果たした。彼らの楽曲「Rock Me」はスイスで行われたユーロビジョン・ソング・コンテスト1989で137得点を集めて優勝を果たした。しかし、作家で歴史家のジョン・ケネディ・オコーナー（John Kennedy O'Connor）は著書の「The Eurovision Song Contest – The Official History」の中で、この優勝は予想外のことであり、BBCのコメンテーター・テリー・ウォーガン（Terry Wogan）はこの出来事を大会の「死を告げる鐘」と評した。グループは1991年に解散した。
バンドのリーダーであったエミリヤ・コキッチ（Emilija Kokić）は後にソロで活動を続けている。